# 디윈턴긴귀박쥐
 디윈턴긴귀박쥐(Laephotis wintoni)는 애기박쥐과에 속하는 박쥐의 일종이다. 에티오피아와 케냐, 레소토, 남아프리카공화국 그리고 탄자니아에서 발견된다. 자연 서식지는 건조 사바나 지역과 지중해성 관목 식생 지대 그리고 아열대 또는 열대 기후 지역의 고지대 초원이다. 관심대상종으로 분류하고 있다.